# Sokaris
Pour les articles homonymes, voir Ptah (homonymie).
Sokaris est, dans la mythologie égyptienne, la déification de l'acte de séparer le ba du ka, ce qui correspond à peu près à la séparation de l'âme du corps après la mort. Cette opération est rendue possible par le rituel de l'« Ouverture de la bouche », c'est pourquoi le nom de Sokaris signifie qui nettoie la bouche.
Le ba, plus ou moins équivalent à l'âme, est représenté par un oiseau à tête d'homme survolant le ka, qu'on peut assimiler au corps nouvellement momifié, l'enveloppe vide du corps. C'est pourquoi Sokaris est représenté par un humain momifié à la tête de faucon, à la peau verte, symbole de renaissance. Le ba est traditionnellement représenté donnant à Sokaris le titre de « Grand Seigneur aux Deux Ailes ». On plaçait souvent une statue de Sokaris dans les tombes, sur laquelle figurait le Livre des Morts, participant à la bonne séparation, puis libération du ba.
Sokaris était de la nécropole de Memphis, ainsi connu comme « Celui qui est sur le sable » ; la nécropole prit ensuite le nom de Saqqarah. Il existait un festival à sa gloire à Thèbes, nommé le festival de Henou, pendant lequel une image de Sokaris était transportée dans une barque Henou, représentant le passage en bateau contenant le défunt sur les champs d'Ialou.
Son nom peut également être décomposé en Celui qui est adoré, c'est pourquoi Sokaris est progressivement devenu le dieu des joailliers, des armuriers et autres forgerons. Ainsi, pendant le Moyen Empire, lorsque Ptah devint le dieu des artisans et un dieu de la réincarnation, Sokaris, qui était déjà le dieu d'une classe d'artisans et le dieu à l'origine du processus de réincarnation, fut assimilé à Ptah. Finalement, l'identité de Sokaris fut mélangée à celle de Ptah pour devenir Ptah-Sokar. Au début du Nouvel Empire, Ptah-Sokar, en tant que dieu funéraire, fut assimilé à la divinité mortuaire plus importante Osiris, devenant Ptah-Sokar-Osiris.
On trouve parfois dans les textes une déesse Sokaret, parèdre féminine de Sokar, qui s'applique à Isis en tant que femme d'Osiris, ou à Hathor, « sœur divine de Sokar ».
Sokaris est le dieu des morts à Memphis, capitale du premier nome de Basse-Égypte fondée vers -3000. C’est donc un dieu très ancien présent dans le culte de Ptah dès le début de l’Ancien Empire. Ptah étant un dieu très ancien, « Sokaris représente l’une des conceptions les plus primitives de la mort ».
Il semble qu’à l’origine Ptah et Sokaris étaient un seul personnage. Ptah étant l’aspect vivant, Sokaris étant sa forme morte, celui qui vit sous terre.